# Amateurtheaterverband Niedersachsen
Der Amateurtheaterverband Niedersachsen e.V. ist ein Verein mit Sitz in Delmenhorst und wurde 1952 gegründet. Er ist die Dachorganisation der Amateurtheater in Niedersachsen und Mitglied im Bund Deutscher Amateurtheater und in der  Landesvereinigung Kulturelle Jugendbildung (LKJ). Er hat die Förderung und Verbreitung des Amateurtheaters zur Aufgabe und wird gefördert durch das Land Niedersachsen.
Dem Amateurtheaterverband Niedersachsen sind rund 120 Bühnen angeschlossen. Der Verband erreicht mit 3.000 ehrenamtlich im Theaterbereich Aktiven jährlich mehr als 220.000 Zuschauer. Er umfasst die Theaterformen Kinder- und Jugendgruppen, Mehrgenerationentheater, Plattdeutsche Bühnen, Seniorentheater, Improvisationstheater, Musical und Puppenspiel. 2016 hat der Amateurtheaterverband Niedersachsen die neue Theaterform KurzStück geprägt. Regelmäßig finden Amateurtheatertreffen statt wie das KurzStückFestival Kurz&Knackig, der Charly ImproTheater-Cup, Senioren-Theatertreffen, Jugendtheatercamp, Theatertage Baltrum und regionale Theatertage. Ein  Fortbildungsprogramm soll helfen, die Theaterarbeit zu verbessern und neue Theaterformen kennen zu lernen.
Die Verbandszeitung  Rampenlicht erscheint zweimal jährlich und informiert Mitglieder über Inszenierungen im Verbandsgebiet, kulturelle Veranstaltungen und Wissenswertes  ums Amateurtheaterleben. Weitere Leistungen des Verbandes sind die Beratung bei künstlerischen und organisatorischen Fragen, die Interessenvertretung der Bühnen auf Landesebene gegenüber Politik und Gesellschaft, Versicherungsschutz über den Bund Deutscher Amateurtheater und Ermäßigungen z. B. bei der GEMA.